# 板野町歴史文化公園
板野町歴史文化公園（いたのちょうれきしぶんかこうえん）は、徳島県板野郡板野町にある公園。徳島県立埋蔵文化財総合センターが隣接する。1995年（平成7年）にオープン。とくしま88景選定。

## 施設
- 祭の広場
  - 公園内にある架空の恐竜「イタノザウルス」を中心とした遊具が設置。
- 森の遊園地
  - メリーゴーランド・フラワーカップなどの乗り物が設置。
- 文化の舘
  - 多目的ホールや町立図書館を設置。
- 郡頭の郷
  - 古代の村を復元した広場。
- 彩りの舘
  - 町の歴史や文化、それに産業の移り変わりの「道」をテーマにした体験展示施設。

## 利用情報
- 開園：1年を通じて終日開放。文化の館は9:00〜22:00。
- 休館日：月曜日（休日の場合翌日休）、祝日（日曜日にあたる場合を除く）、年末年始、12月28日〜1月4日。
- 駐車場：350台
- 周遊バス：土・日・祝・夏休みは周遊バス運行（無料、愛称：とらバス）。

## 交通
- JR高徳線板野駅下車、車で約5分。
- 徳島自動車道「藍住インターチェンジ」より車で約10分。